# Cave aux Fées (Brueil-en-Vexin)
Ne doit pas être confondu avec Cave aux Fées (Saint-Cergues).
La Cave aux Fées est une allée couverte située sur la commune de Brueil-en-Vexin dans le département des Yvelines.

## Historique
Le monument est signalé dès 1768. Il aurait été fouillé une première fois en 1824 ou 1825, puis une seconde fois entre 1864 et 1867 où des sondages furent effectués aux deux extrémités. Durant la guerre de 1870, des officiers prussiens y entreprirent des recherches, des officiers français en firent de même vers 1876. Les premières fouilles officielles menées par Adrien de Mortillet sous l'égide de l'Association française pour l’avancement des Sciences eurent lieu en 1889 durant une quinzaine de jours. Par la suite, l'allée couverte a été abandonnée à son sort et servit notamment de décharge à du matériel militaire durant la Seconde Guerre mondiale. En 1957, un nettoyage des lieux permit d'en retirer des munitions abandonnées et l'édifice fut classé monument historique le 8 mars 1957. Le service régional de l'archéologie le restaura en 1970.

## Description
L'allée couverte est implantée à flanc de coteau à 115 m d'altitude sur le versant nord de la vallée de la Montcient. Elle mesure environ 14 mètres de long.  Elle se présente comme une fosse creusée dans le sol selon un axe nord-nord-est/sud-sud-est, l'entrée vers le sud-sud-est dans le sens de la pente.

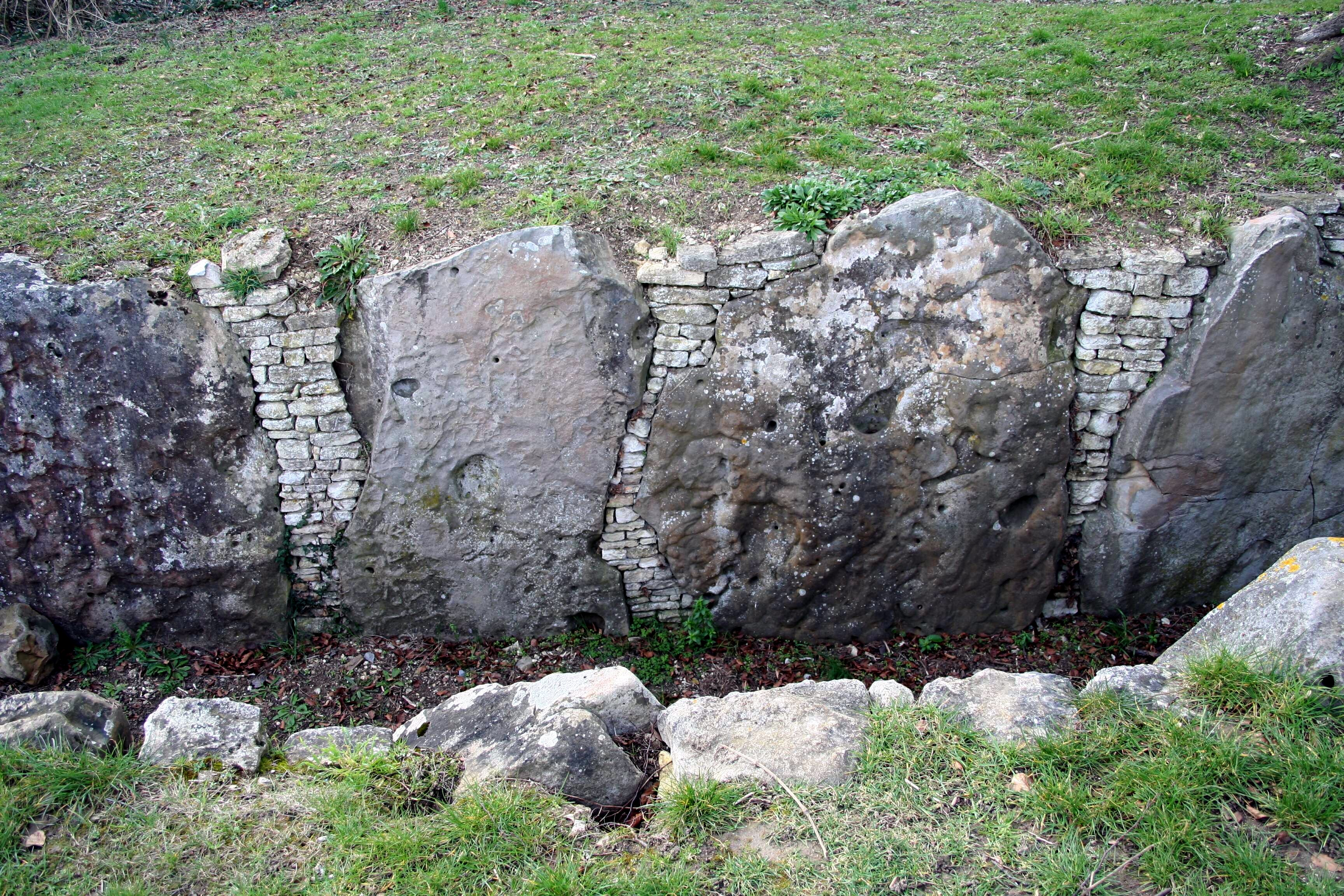
Murets entre les orthostates

La chambre elle-même mesure 11,80 m de long. Elle est de forme légèrement trapézoïdale : large et haute de 2,25 m au chevet pour 2 m de largeur et de hauteur près de l'entrée. Le chevet est délimité par une dalle unique de 2,80 m de largeur, d'une hauteur de 1,70 m au-dessus du sol dallé. Les parois sont constituées de grandes dalles de grès plantées verticalement dans le sol et dont les interstices sont comblés par des pierres calcaires : neuf orthostates d'une hauteur comprise entre 1,70 m et 2,25 m côté ouest et sept (une huitième dalle existait peut-être près du chevet) orthostates côté est. Le sol sous-jacent est en calcaire. Le gisement de grès bartonien le plus proche se trouve au sommet d'un coteau à 250 m de distance (lieu-dit la Remise des Grès).
Les dalles de couverture, qui subsistaient encore au XVIIIe siècle, ont été réutilisées comme matériaux de construction au XIXe siècle. Selon Mortillet, une table de couverture était encore en position lors des fouilles de 1889 et une seconde (2,40 m de long sur 2 m de large) renversée à l'intérieur de la chambre. À l'origine, la surface des tables devaient affleurer le sol, celui-ci étant désormais exhaussé par les déblais des fouilles.

## Fouilles archéologiques
La couche préhistorique fut retrouvée intacte dans sa partie centrale, sur une longueur d'à peu près 10 m, alors que le chevet et l'entrée avait déjà été excavés lors des sondages à la fin du XIXe siècle. La couche archéologique se composait de deux couches d'ossements de 0,20 m à 0,30 m d'épaisseur, séparées par des couches de plaquettes calcaires et de terre sableuse. La couche supérieure étant elle-aussi recouverte par une couche de plaquettes calcaires. Mortillet reconnu les traces de deux foyers superposés à environ 4 m du chevet (à respectivement 0,85 m et 1,25 m de profondeur) où il retrouva des fragments de poteries grossières faites au tour et des monnaies gauloises et romaines.
L'examen des ossements conduisit Manouvrier à estimer à au moins 150 le nombre d'inhumations réalisées dans la chambre. Mortillet suggérant lui qu'il aurait pu atteindre plusieurs centaines d'individus. D'après les os longs retrouvés, la taille moyenne des individus fut estimée par Manouvrier à 1,61 m pour les hommes et 1,52 m pour les femmes. 
L'inventaire du mobilier funéraire recueilli par Adrien de Mortillet est assez variable selon ses propres écrits. Il comportait, selon les documents, une ébauche de hache, des lames de silex, des outils en os, des perles en os et en nacre, des dents percées de petits animaux, des coquillages réutilisés en pendeloques et divers tessons d'une poterie noire. 

## Folklore
Selon les croyances locales, le site était habité par les fées. Selon une autre légende locale, une vache blanche en sortait sur le coup de minuit les nuits sombres.